# ポティ
ポティ（グルジア語: ფოთი; Poti）は、黒海の東岸に面したジョージア（グルジア）西部サメグレロ＝ゼモ・スヴァネティ州の都市。人口は41,465人（2014年調査）。日本語ではポチとも表記される。
黒海に面したジョージアの3つの港のうちのひとつとなっている。この港からは、主にマンガン・トウモロコシ・材木・ワインなどが輸出される。ポティの近くではリオニ川が黒海に注いでいる。都市の周囲は森林や湿原であり、後背地をもたないが、同国有数の港湾都市として発達している。
また、ポティにはグルジア海軍の司令部と主要な基地がある。

## 歴史
アルゴナウタイの物語の中では、この都市の周辺がイアソンの黄金の毛皮を求める旅の終着点であるとされる。ポティは紀元前7世紀末ごろから紀元前6世紀の初めごろに建設されたギリシアの植民都市ファシスに由来する。考古学者はポティ近郊のパリオストミ湖水面下において、当時の遺物を発見している。その後、ミトリダテス1世によりイラン系の人々の国家ポントス王国の支配下に、紀元2世紀にはローマ帝国に組み込まれた。

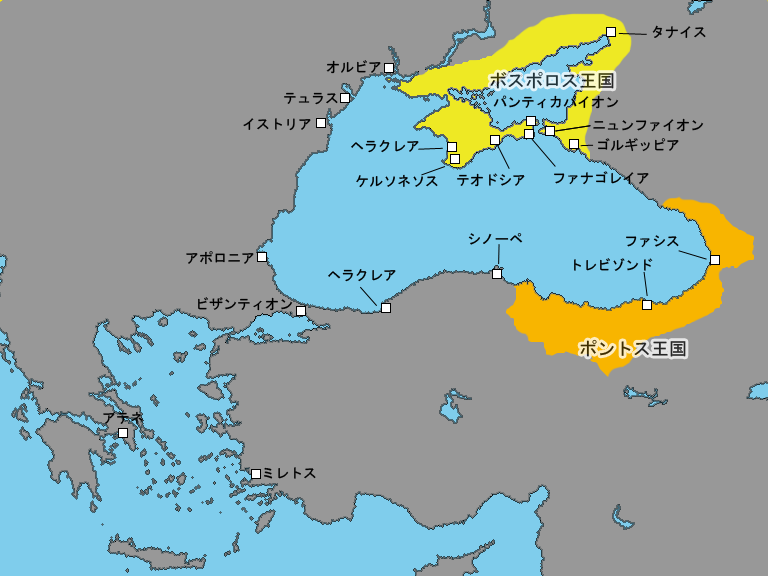
ポントス王国の版図に含まれていた紀元前2世紀当時のファシス（現在のポティ）

後にポティはトルコの要塞都市となり、1828年にはロシア領となった。
古い硬貨が発見されており、シルクロードの宿場として5世紀ごろにはインド、中央アジア、近東や地中海地方からの交易品の売買が盛んに行われていたことがわかる。
1872年、ポティと中心都市トビリシ（ティフリス）間にジョージア初の鉄道が開通して海港が設けられたのち、1880年代に都市が発展した。それ以前の1876年の人口は3,026人であった。

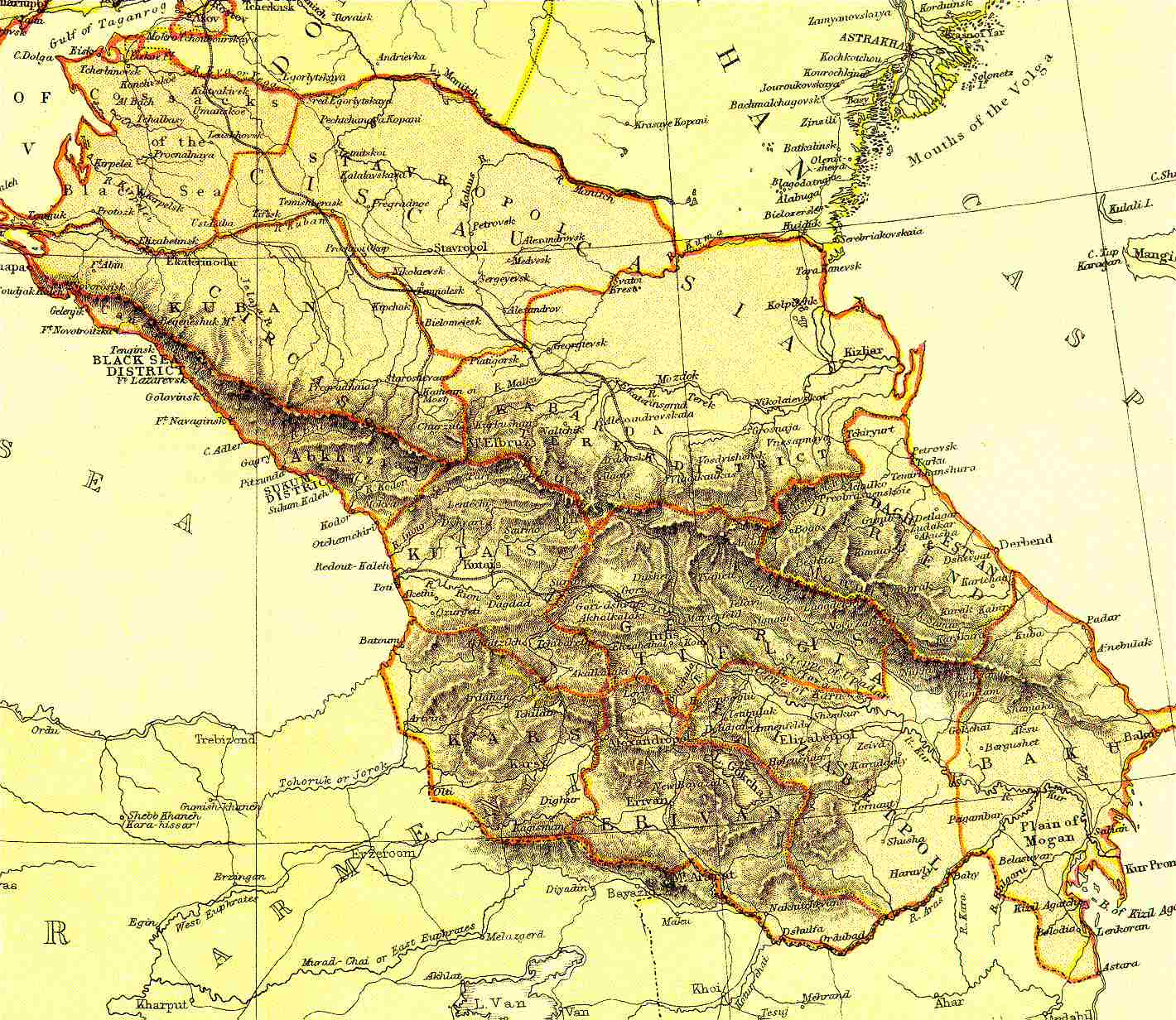
ロシア南部の地図（1882年） ポティ-トビリシ (Tiflis) 間の鉄道が二重線で示されている。縮尺1/610万

20世紀初頭、ポティはマンガン鉱石の輸出によって目覚しい発展を遂げることになる。ジョージアは当時世界2位のマンガン輸出国であった。マンガンは重工業、製鉄業に当時必要であった金属である。
ソビエト連邦時代には重要な海軍基地であった。

## 現代の情勢
黒海上を吹く風は一年を通じて西から東に吹いているため、ポティ周辺の黒海東端において最も波が高くなる。このため、ポティ港の防波堤は海岸線と水平に1.8キロメートルにわたって伸びている。ポティ港には2万トン級のタンカーが接岸できる岸壁が複数存在する。
1990年代の景気低迷期を抜け出すとともに、ポティはさらに経済的成長をとげた。2002年には400万トンの商品が取引され、2004年第一四半期の取引量は前年同期比42%増であった。カスピ海からの新しい石油パイプラインの計画もある。
ジョージアの港湾スフミ、バトゥミ、ポティはいずれも黒海に面しているが、北のスフミは事実上独立状態にあるアブハジア、南のバトゥミは分離独立の主張があるアジャリア自治共和国に属している。したがって、安定して利用できる港湾はポティただひとつである。
ポティに拠点を置くジョージア沿岸警備隊は、アメリカ合衆国によって1億7500万米ドルかけて設立された。

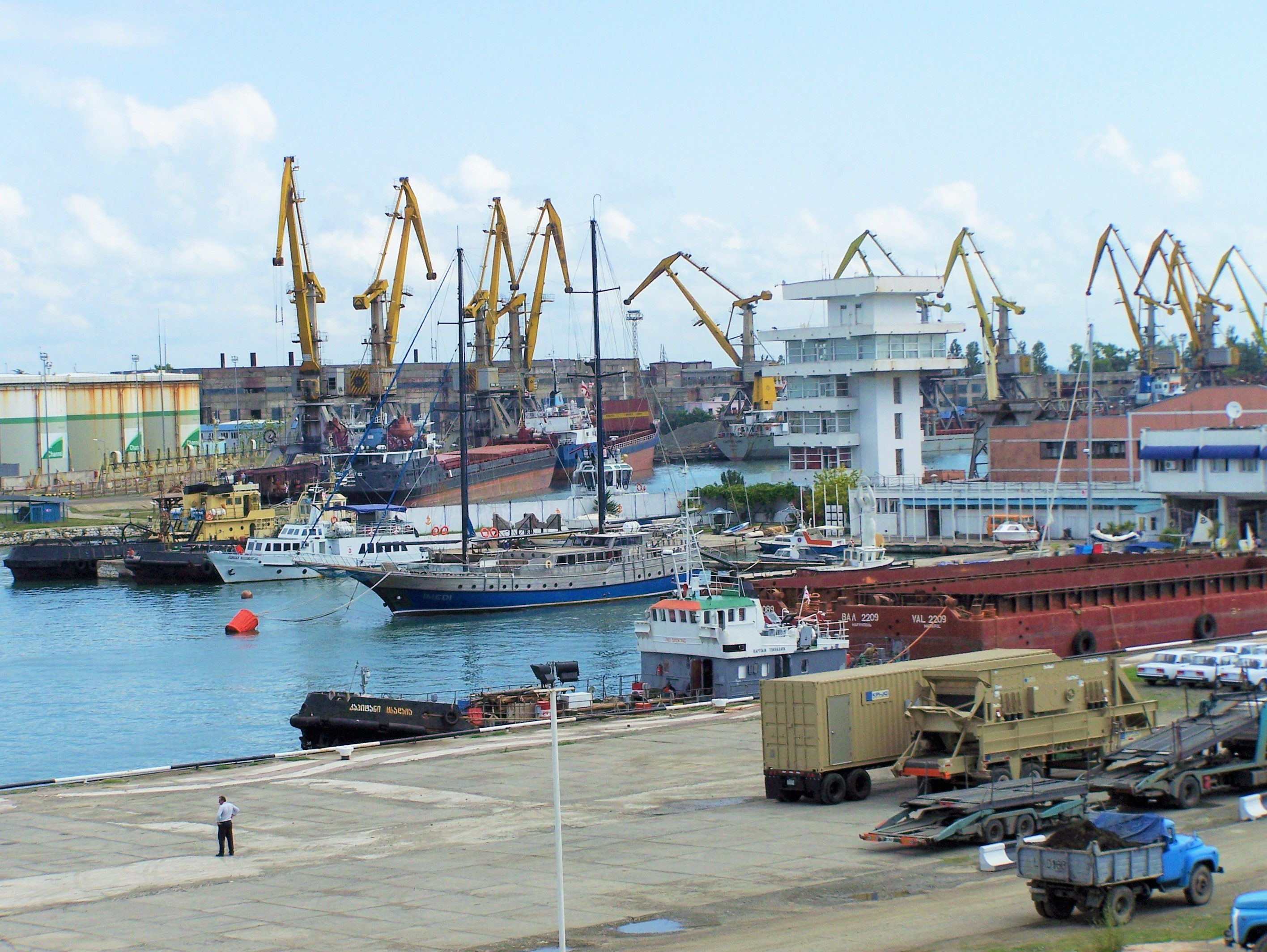
ポティ港

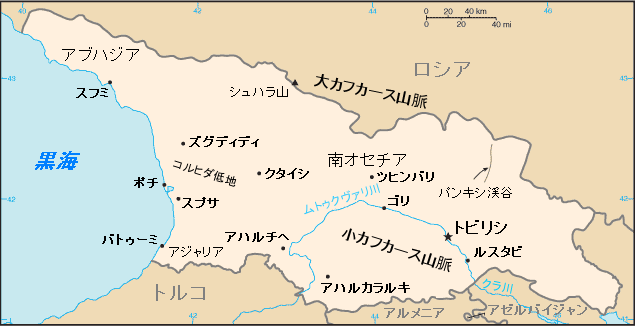
ジョージアの国土とポティ：地図中央左に位置するポティは黒海に面している。

## 姉妹都市
- ラグレインジ（アメリカ合衆国）
- ブルガス（ブルガリア）
- ラルナカ（キプロス）
- アクタウ（カザフスタン）

## 人口の推移
- 1876年 - 3,026人
- 1970年 - 4万6000人
- 1991年 - 5万1100人
- 2002年 - 4万7149人
- 2014年 - 4万1465人